# 在日ナイジェリア人
在日ナイジェリア人（ざいにちナイジェリアじん）は、日本に一定期間在住するナイジェリア国籍の人々である。日本に帰化や亡命した人、およびその子孫のことをナイジェリア人ディアスポラとも呼ぶ。

## 概要
日本の法務省の在留外国人統計によると、2023年12月末時点で在日ナイジェリア人は3,954人であり、日本最大のアフリカ人コミュニティである。
民族的にはイボ族が多いとされる。ほとんどのナイジェリア人は外国人労働者として来日し、特に東京の渋谷や六本木、原宿などで働く姿も見られる。ナイジェリアのギャングは歌舞伎町でもよく見かけられ、観光客や酔ったサラリーマンを強盗するなどの違法行為を行っている。
ここ数年は1990年代から2000年代の急増期に来日して、日本人と結婚して誕生した2世が10代後半～20歳前後となり、スポーツ界を中心として活躍する人が続々と出ている。

## 著名な人物

### 在日ナイジェリア人
- ボビー・オロゴン - タレント兼実業家
- アンディ・オロゴン - 元キックボクサー

### ナイジェリア系日本人
- 関口メンディー - ダンサー
- オナイウ阿道 - サッカー選手
- 藤田譲瑠チマ - サッカー選手
- オビ・パウエル・オビンナ - サッカー選手
- 小久保玲央ブライアン - サッカー選手
- アドゥワ大 - 元プロ野球選手
- アドゥワ誠 - プロ野球選手
- オコエ瑠偉 - プロ野球選手
- オコエ桃仁花 - バスケットボール選手
- オカファーエニス豪 - アナウンサー
- ロイ - モデル兼TikToker